# Fozynopryl

Fozynoprylat, aktywny metabolit fozynoprylu

Fozynopryl – organiczny związek chemiczny z grupy fosfinianów, lek z grupy inhibitorów konwertazy angiotensyny (ACEI) stosowany głównie w terapii nadciśnienia tętniczego. Jest prolekiem, jego aktywną formą jest fozynoprylat. Jako jedyny ACEI dopuszczony do handlu zawiera atom fosforu.

## Mechanizm działania
Fozynopryl powoduje zahamowanie działania konwertazy angiotensyny i w efekcie zmniejszenie stężenia angiotensyny II. Końcowym efektem jest spadek ciśnienia tętniczego.
Lek zaczyna działać po 1 h od podania, szczyt działania przypada na 2-6 h. Utrzymuje się przez 24 h. Pełny efekt hipotensyjny osiąga się po kilku tygodniach stosowania.

## Wskazania
W Polsce lek jest zarejestrowany w terapii nadciśnienia tętniczego (w monoterapii lub w połączeniu z innymi lekami) oraz zastoinowej niewydolności serca.

## Dawkowanie
Dawka początkowa wynosi 10 mg/d, a maksymalna 40 mg/d (w jednej lub dwóch dawkach podzielonych). Przy niewydolności nerek czy niewydolności wątroby nie ma konieczności modyfikowania dawek leku. Na rynku są dostępne tabletki 10 mg i 20 mg.

## Preparaty
Jest dostępny pod nazwą handlową Monopril (Bristol-Myers Squibb Polska).